# Asesinato de Blair Adams
Robert Dennis Blair Adams (Surrey, Columbia Británica; 28 de diciembre de 1964 - condado de Knox, Tennessee; 11 de julio de 1996) fue un hombre canadiense que fue encontrado asesinado en el estacionamiento de un hotel en construcción junto a la Interestatal 40, a las afueras de Knoxville (Tennessee), en los Estados Unidos. Su asesinato sigue sin resolverse.

## Línea de tiempo

### Anterior a su muerte
El 5 de julio de 1996, Blair Adams, residente en Surrey, localidad de la Columbia Británica canadiense, retiró la mayor parte de su dinero de su cuenta bancaria y vació su caja fuerte de efectivo, joyas, oro y platino. A continuación, intentó entrar en Estados Unidos en ferry desde Victoria (Columbia Británica) hasta Seattle, en el estado de Washington. Los funcionarios de inmigración señalaron a Adams como posible traficante de drogas debido a la gran cantidad de dinero en efectivo que llevaba consigo. Una vez que se descubrió que tenía condenas por delitos de drogas y agresión, se le denegó la entrada.
En la madrugada del 9 de julio, Adams fue descubierto por agentes de la patrulla fronteriza canadiense cuando intentaba cruzar la frontera a pie por el paso de Pacific Highway. Los funcionarios observaron que Adams tenía arañazos en las piernas y las manos. Coincidía con la descripción de un hombre implicado en el robo de un automóvil, y el vehículo había sido encontrado abandonado cerca de dicho cruce fronterizo; sin embargo, él negó su participación y fue puesto en libertad por falta de pruebas.

#### Entrada a Estados Unidos
Adams logró entrar en Estados Unidos en coche el 9 de julio con un Nissan Altima que alquiló en el Aeropuerto Internacional de Vancouver. Llegó a Seattle, donde compró un billete de ida y vuelta a Fráncfort, en Alemania, en el Aeropuerto Internacional de Seattle-Tacoma. Adams había trabajado anteriormente en un proyecto en Fráncfort para la empresa constructora de su padrastro; también había salido con una mujer alemana en dicha ciudad, aunque ella más tarde declaró a la policía que él nunca la había contactado para visitarla.
Sin embargo, Adams renunció posteriormente al vuelo a Fráncfort y, en su lugar, canjeó su crédito por un billete de ida a Washington D. C. Al llegar, alquiló un Toyota Camry en el Aeropuerto Internacional de Washington-Dulles alrededor de las 6:45 de la mañana. Más tarde esa misma mañana, en la carretera estadounidense 250 en Troy (Virginia), chocó su coche contra el vehículo de otro conductor, causando daños menores. El conductor del coche dijo a los detectives que Adams «parecía agradable, pero tenía prisa».
Adams llegó al este del condado de Knox, en Tennessee, entre Knoxville y Strawberry Plains, en algún momento de la tarde del 10 de julio, aproximadamente a 800 km al suroeste de Washington D. C.
El primer avistamiento de Adams en Knoxville se produjo en una gasolinera BP en Strawberry Plains Pike a las 17:30 horas. Gerald Sapp, un conductor del Servicio de Reparación Interestatal, había sido llamado a la gasolinera; Adams le había dicho al empleado que tenía problemas con la llave de su coche y que no podía entrar en el vehículo. Cuando Sapp llegó, se dio cuenta de que la llave que Adams había intentado utilizar era la de un Nissan (el vehículo que había abandonado en Seattle) y no la del Toyota que conducía. Sapp recordó: «Le pedí que mirara en sus bolsillos. Le dije: «Si has conducido hasta aquí, tienes que tener otra llave en los bolsillos». Pero él no quiso mirar. Así que pensé que estaba loco. Estaba convencido de que tenía la llave que necesitaba para ese coche». Sapp dispuso que el coche fuera remolcado a un taller local y dejó a Adams en un Fairfield Inn en Knoxville, en Cracker Barrel Lane.
A su llegada al Fairfield Inn, Adams fue captado por las cámaras de circuito cerrado de televisión del vestíbulo del hotel. Pasó unos cuarenta minutos merodeando por el edificio antes de alquilar una habitación con 100 dólares estadounidenses; cuando el recepcionista del hotel intentó devolverle el cambio, Adams salió del vestíbulo y se marchó. Más tarde se determinó que nunca entró en la habitación que había abonado.

### Descubrimiento del cuerpo

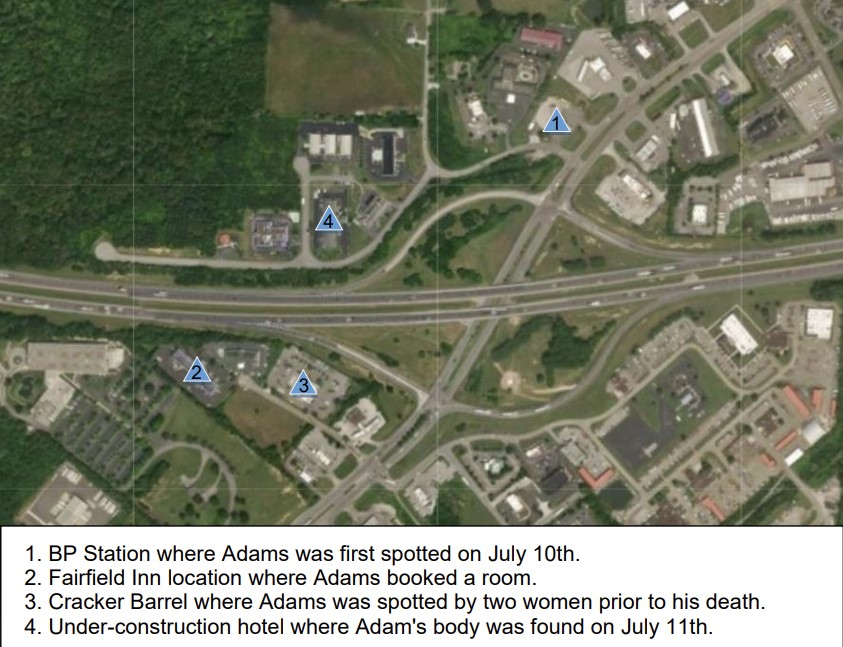
Imagen aérea del cruce de Strawberry Plains Pike con etiquetas de los lugares donde se vio y se encontró a Adams.

Adams fue descubierto por unos obreros de la construcción alrededor de las 7:30 horas de la mañana. del 11 de julio de 1996, en el aparcamiento de un hotel Country Inn & Suites en construcción en el 7471 de Crosswood Boulevard, que se encontraba al otro lado del cruce de Strawberry Plains Pike con la Interestatal 40, frente al Fairfield Inn donde Adams había reservado una habitación.
Adams fue encontrado «semidesnudo», sin pantalones y con la camisa abierta. Sus pantalones, zapatos y calcetines estaban tirados cerca de su cuerpo. Alrededor de su cuerpo había dinero alemán, canadiense y estadounidense por un total de casi 4 000 dólares. Además del dinero encontrado junto al cuerpo, la policía también localizó una bolsa de lona negra que contenía mapas y recibos de viaje y una riñonera con 5 onzas troy (unos 160 gramos) de lingotes de oro, monedas de oro y platino, joyas, llaves y unas gafas de sol.
Según el informe de la autopsia realizada por el Centro Médico de la Universidad de Tennessee, Adams presentaba numerosos cortes y abrasiones. El Departamento del Sheriff del condado de Knox ha especulado que algunas de las heridas se debieron a que se defendió de un ataque. Adams también sufrió un golpe violento que le perforó el estómago. La causa oficial de la muerte fue sepsis derivada de una perforación abdominal. También tenía una herida en la frente, que la policía determinó que había sido causada por una palanca o un garrote. Otras lesiones indicaban que Adams había sido agredido sexualmente.

## Investigación
Las fuerzas del orden sugirieron inicialmente la posibilidad de que la muerte estuviera «relacionada con el sexo», ya que fue hallado casi completamente desnudo. La única prueba física de ADN encontrada en el lugar era un mechón de pelo largo que Adams tenía agarrado en la mano. Según entrevistas posteriores con su madre, Adams había estado actuando de forma extraña en las semanas previas a su salida de Canadá, aunque ella afirmó que Adams se negó a decirle qué le preocupaba. Según sus amigos y familiares, Adams llevaba dos años sobrio en el momento de su muerte y había dejado recientemente de asistir a las reuniones de Alcohólicos Anónimos. También habría dicho a sus amigos que alguien estaba tratando de matarlo y le confió a su madre que «alguien había estado difundiendo rumores» sobre él.
En una entrevista realizada en 2010 con las fuerzas del orden locales, se reveló que el Departamento de Policía de Knoxville «nunca había recibido ninguna pista creíble» sobre la muerte de Adams, aunque se publicó un retrato robot de un hombre relacionado con el caso; el retrato era de un hombre desconocido que, según dos mujeres, habían visto hablando con Adams fuera del restaurante Cracker Barrel, cerca del Fairfield Inn en el que se alojaba.

## Cobertura mediática
Este caso ha sido objeto de varios episodios de programas de televisión y podcasts sobre crímenes reales, incluido un episodio de 1997 del programa Unsolved Mysteries, y episodios de los podcasts My Favorite Murder, Crime Junkie y CreepTime the Podcast.